# Karl Beth
Karl Beth (* 1. Dezember 1872 in Förderstedt; † 9. September 1959 in Chicago) war ein deutscher Theologe und Philosoph.

## Leben
Er war der Sohn des Rektors Beth aus Stendal. Beth studierte bei Adolf von Harnack, Otto Pfleiderer und Wilhelm Dilthey an der Friedrich-Wilhelms-Universität zu Berlin, wo er 1898 mit seiner Dissertation Die Grundanschauungen Schleiermacher in seinem ersten Entwurf der philosophischen Sittenlehre promovierte. Er wurde 1901 Dozent für systematische Theologie an der Universität. Kurz darauf bereiste er christliche Gemeinden im griechischen und türkischen Mittelmeerraum, wo er Material für sein Buch Die orientalische Christenheit der Mittelmeerländer sammelte. Dieses 1902 veröffentlichte Buch half den westlichen Protestanten, die östliche Orthodoxie besser zu verstehen.
1906 wechselte Beth an die Evangelisch-Theologische Fakultät der Universität Wien und heiratete im selben Jahr Marianne Weisl. Er wurde 1908 auf eine ordentliche Professur in Wien befördert. Er unterrichtete systematische Theologie und schlug, teilweise beeinflusst von Johannes Reinke und Carl Nägeli, eine neovitalistische Sichtweise vor. 
Bis 1938 war Beth Dekan der Evangelisch-Theologischen Fakultät der Universität Wien. Nach dem Anschluss Österreichs an das nationalsozialistische Deutsche Reich konnte Beths Frau Marianne (eine Anwältin aus einer jüdischen Familie, die durch Heirat zum Christentum konvertiert war) nicht weiter als Anwältin tätig werden. Die Beths wanderten in die Vereinigten Staaten aus. Karl Beth war von 1941 bis 1944 an der Fakultät der Meadville Lombard Theological School, wo er hauptsächlich auf dem Gebiet der Religionsgeschichte unterrichtete.

## Schriften (Auswahl)
- Die Entwicklung des Christentums zur Universal-Religion. Leipzig 1913, OCLC 475497381.
- Religion und Magie bei den Naturvölkern. Ein religionsgeschichtlicher Beitrag zur Frage nach den Anfängen der Religion. Leipzig 1914, OCLC 934804708.
- Gesunddenken und Gesundbeten. Eine Beurteilung des Szientismus. Wien 1918, OCLC 941276597.
- Einführung in die vergleichende Religionsgeschichte. Leipzig 1920, OCLC 3910579.

## Ehrungen
- Benennung des Beth-Tors auf dem Campus der Universität Wien (1998)[1]